# فهرست وابسته‌های دیپلماتیک در اندونزی
این فهرستی از نمایندگی‌های دیپلماتیک در اندونزی است. در حال حاضر، پایتخت جاکارتا میزبان ۱۰۴ سفارت است. چندین کشور دیگر سفیران سایر پایتخت‌ها را معتبر می‌دانند. این فهرست کنسولگری‌های افتخاری را شامل نمی‌شود.

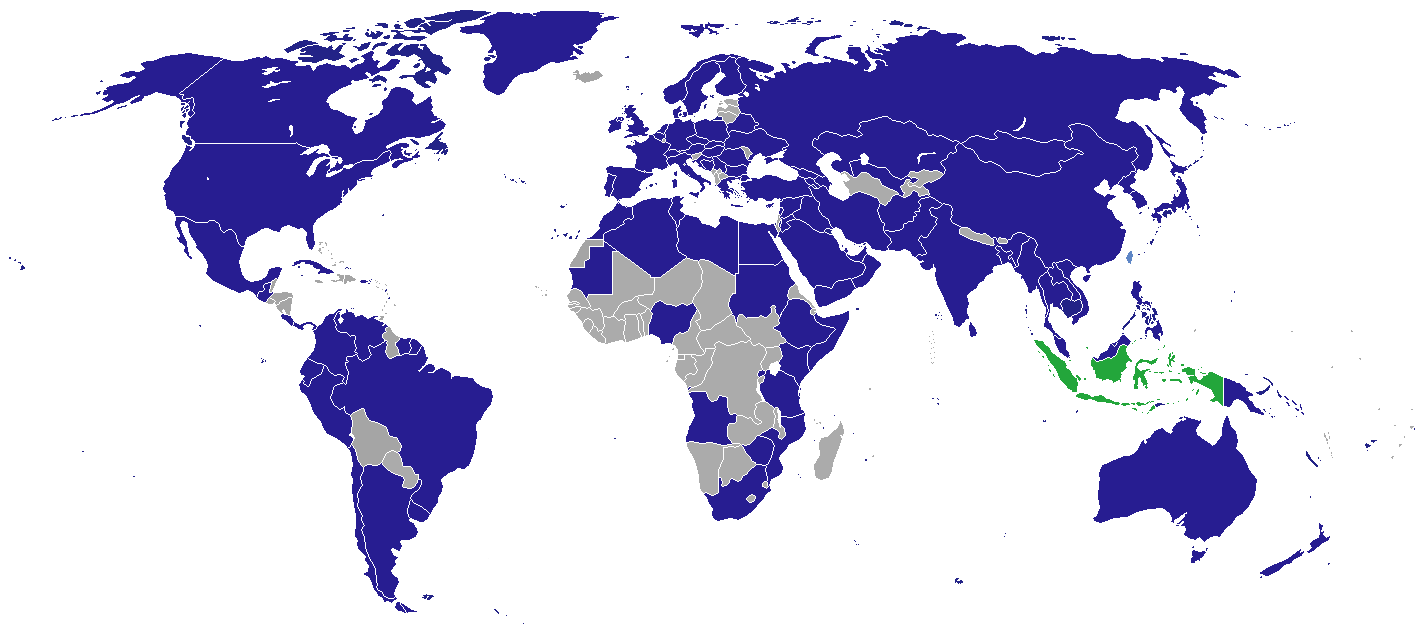
نقشه نمایندگی‌های دیپلماتیک در اندونزی

## سفارت‌ها درجاکارتا
1. آلمان
2. بریتانیا
3. آرژانتین
4. ایالات متحده آمریکا
5. ارمنستان
6. استرالیا
7. اتریش
8. اسپانیا
9. آفریقای جنوبی
10. اردن
11. امارات متحده عربی
12. عربستان سعودی
13. الجزایر
14. افغانستان[الف]
15. جمهوری آذربایجان
16. مصر
17. بنگلادش
18. بلاروس
19. بوسنی و هرزگوین
20. برزیل
21. بحرین
22. بلژیک
23. برونئی
24. بلغارستان
25. کامبوج
26. کانادا
27. شیلی
28. چین
29. کاستاریکا
30. کلمبیا
31. کرواسی
32. کوبا
33. جمهوری چک
34. دانمارک
35. اکوادور
36. اتیوپی
37. فیلیپین
38. فیجی
39. فنلاند
40. فرانسه
41. گرجستان
42. گواتمالا
43. یونان
44. گینه بیسائو
45. مجارستان
46. هند
47. ایران
48. عراق
49. جمهوری ایرلند
50. ایتالیا
51. ژاپن
52. قزاقستان
53. کنیا
54. کویت
55. لائوس
56. لبنان
57. لیبی
58. مالزی
59. مکزیک
60. مغولستان
61. مراکش
62. موزامبیک
63. میانمار
64. هلند
65. نیوزیلند
66. نیجریه
67. کره شمالی
68. نروژ
69. عمان
70. پاکستان
71. فلسطین
72. پاناما
73. پاراگوئه
74. پاپوآ گینه نو
75. پرو
76. لهستان
77. پرتغال
78. قطر
79. رومانی
80. روسیه
81. سان مارینو
82. صربستان
83. سنگاپور
84. اسلواکی
85. جزایر سلیمان
86. سومالی
87. کره جنوبی
88. سری‌لانکا
89. سودان
90. سورینام
91. سوئد
92. سوئیس
93. سوریه
94. تایلند
95. تیمور شرقی
96. تونس
97. ترکیه
98. اوکراین
99. اروگوئه
100. ازبکستان
101. ونزوئلا
102. ویتنام
103. واتیکان
104. یمن
105. زیمبابوه

## نمایندگی‌های دیپلماتیک دیگر
- تایوان (دفتر اقتصادی و تجاری تایپه)
- هنگ کنگ (دفتر اقتصادی و تجاری تایپه)
- اتحادیه اروپا

## کنسولگری‌ها و کنسولگری‌های عمومی

### مدان (مرکز استان سوماترا شمالی)
- بریتانیا
- ایالات متحده آمریکا
- چین
- ژاپن
- هند
- سنگاپور

### پیکانبارو (مرکز استان ریائو)
- مالزی

### باتام (استان ریائو جزیره)
- سنگاپور

### پونتیاناک (مرکز استان کالیمانتان غربی)
- مالزی

### سورابایا (مرکز استان شرق جاوه)
- استرالیا
- ایالات متحده آمریکا
- چین
- ژاپن
- تایوان (دفتر شعبه)

### دنپاسار (مرکز استان بالی)
- استرالیا
- بریتانیا
- ایالات متحده آمریکا
- چین
- ژاپن
- هند
- تیمور شرقی

### ماکاسار (مرکز استان سولاوسی جنوبی)
- استرالیا
- ژاپن

### کوپانگ (مرکز استان «نوسا تینگگارا» شرقی)
- تیمور شرقی

### آتامبوا (استان «نوسا تینگگارا» شرقی)
- تیمور شرقی

### مانادو (مرکز استان سولاوسی شمالی)
- فیلیپین

### جیاپورا (مرکز استان/منطقه ویژه "پاپوآ")
- پاپوآ گینه نو

## نمایندگی‌های دیپلماتیک غیر مقیم

### مسکونی (مقیم) درکوالالامپور،مالزی
- غنا
- گینه
- گامبیا
- قرقیزستان
- لسوتو
- مالدیو
- موریس
- نامیبیا
- اسواتینی
- ترکمنستان
- تانزانیا
- تاجیکستان
- زامبیا

### مسکونی (مقیم) دردهلی نو،هند
- بوتان (کشور)
- بورکینافاسو
- جمهوری دموکراتیک کنگو
- جمهوری کنگو
- جمهوری دومینیکن
- اریتره
- گویان
- لتونی
- مالی
- مقدونیه شمالی
- سودان جنوبی[ب]
- سیشل
- ترینیداد و توباگو
- اوگاندا

### مسکونی (مقیم) درپکن،چین
- سیرالئون
- جمهوری آفریقای مرکزی
- مونته‌نگرو
- توگو
- بولیوی
- آلبانی
- لیبریا
- چاد
- کامرون
- کیپ ورد
- گینه بیسائو
- گینه استوایی
- سائوتومه و پرنسیپ
- نیجر
- بوروندی
- ماداگاسکار
- کومور

### مسکونی (مقیم) درتوکیو،ژاپن
- ساحل عاج
- بنین
- ایسلند
- گابن
- جیبوتی
- هندوراس
- جامائیکا
- ایالات فدرال میکرونزی
- سنگال

### مسکونی (مقیم) در شهرهای دیگر
- آنگولا (سنگاپور)
- بوتسوانا (کانبرا)
- دومینیکا (شهر نیویورک)
- هائیتی (هانوی)
- ماکائو (هنگ کنگ)
- نیکاراگوئه (شهر نیویورک)
- رواندا (سنگاپور)
- سنت وینسنت و گرنادین‌ها (منطقه کلمبیا)
- تونگا (لندن)

## نکات
1. ↑  تا 18 جنوری 2022، هیچ کشوری رسمی امارت اسلامی افغانستان را به عنوان دولت قانونی افغانستان به رسمیت نشناخت.
2. ↑  فقط برای امور کنسولی .از 18 ژانویه 2022، این کشورها هنوز روابط دیپلماتیک با اندونزی برقرار نکرده اند.